# Andreas Schumann (Schauspieler)
Andreas Schumann, später Andreas Mach (* 1957) ist ein deutscher Schauspieler, Theaterregisseur und Schauspieldozent.

## Leben

### Ausbildung und Anfänge
Schumann absolvierte von 1978 bis 1981 die Berliner Schauspielschule „Ernst Busch“ in Berlin-Niederschöneweide. Während seiner Ausbildung sammelte er auch seine ersten Bühnenerfahrungen am Deutschen Theater Berlin und am Maxim-Gorki-Theater. 1981 war er dort Student des 3. Studienjahres und spielte im Palast-Jugendtreff (in Koproduktion mit dem Deutschen Theater) unter der Regie von Erhard Marggraf „trotzig, pampig, verstört, heutig, vielleicht unverbesserlich“ die Titelrolle in dem Schauspiel Kümmert euch um Malachow von Waleri Agranowski.
Schumann wurde nach seiner Ausbildung zur Spielzeit 1981/82, direkt von der Schauspielschule kommend, an das Theater Cottbus verpflichtet, wohin ihn der Regisseur Wolfgang Fleischmann, der Oberspielleiter am Theater Cottbus geworden war, mit Beginn seines Engagements als neues Ensemblemitglied mitbrachte. Von 1981 bis 1983 war Schumann festes Ensemblemitglied am Theater Cottbus. Anschließend war er bis 1986 freischaffend in der DDR als Schauspieler bei Film, Fernsehen, Theater und Hörfunk beschäftigt. 1986 ging er als Schauspieler und Regisseur an das Landestheater Parchim, wo seine erste eigene erste Inszenierung am Theater entstand.

### Film und Fernsehen in der DDR
Schumann wirkte vom Anfang bis Mitte der 1980er Jahre in der DDR in Kinofilmen, Fernsehfilmen, Fernsehserien und Fernsehlustspielen mit. Schwerpunktmäßig arbeitete er für das Fernsehen der DDR. Typmäßig wurde Schumann hauptsächlich als jugendlicher Liebhaber, jugendlicher Held, unbeschwerter Sonnyboy, als Sohn und Familienmitglied in mehreren Fernsehlustspielen und als moderner Jugendlicher von Heute eingesetzt.
In der Fernsehreihe Der Staatsanwalt hat das Wort hatte er in der Episode Abseits (Erstausstrahlung: 1981) eine der Hauptrollen. Er spielte den 22-jährigen Okko, den Leiter des Fan-Clubs eines Fußballvereins, und Anführer der Fan-Clique. In dem Fernsehfilm Robert in Berlin (1983) verkörperte er Kleister, den Freund und besten Kumpel der männlichen Titelfigur Robert (Peter Welz).
In der Fernsehlustspielreihe Drei reizende Schwestern spielte er zwischen 1984 und 1986 in drei Folgen den Tassilo „Moppi“ Persicke, den Pflegesohn von Olga Knopf (Marianne Kiefer) und Freund bzw. Verlobten der Tochter von Irmgard Schulze-Knopf (Ingeborg Krabbe). In der Episode Eine alte Fregatte (Erstausstrahlung: 1986) trat er zu Beginn des 1. Aktes nur mit einer eng anliegenden Badehose bekleidet auf, sodass sein durchtrainierter, sonnengebräunter Körper zu sehen war.
1985 spielte er erneut in der DDR-Fernsehreihe Der Staatsanwalt hat das Wort mit, diesmal in einer Nebenrolle als Knut, neben Sven Martinek, Katrin Saß und Annekathrin Bürger. In der mehrteiligen, im Mittelalter spielenden, Fernsehserie Der Sohn des Schützen (1985) übernahm er, neben Reinhard Michalke und Otto Mellies, die männliche Hauptrolle. Er spielte Peter, den Sohn des Schützen, der den grausamen und selbstherrlichen Burgvogt erschießt und als „Vogelfreier“ im Kampf gegen seine Verfolger zahlreiche Abenteuer besteht. 1984/1985 wirkte er in einer Nebenrolle in dem im Februar 1985 uraufgeführten DEFA-Kinderfilm Unternehmen Geigenkasten mit. Im Polizeiruf 110: Das habe ich nicht gewollt (Erstausstrahlung: Dezember 1986) spielte er Wolfgang Curth, den Sohn der Fotografin Martha Curth (Marion van de Kamp). Seine Filmkarriere in der DDR endete mit seiner Mitwirkung in dem Märchenfilm Der Bärenhäuter (1986), wo er die kleine Rolle des Isbert hatte, und der Miniserie Bebel und Bismarck (1987).

### Karriere im Westen
1987 übersiedelte Schumann in die BRD, wo er seine Karriere unter dem Namen Andreas Mach fortsetzte. Von 1988 bis 1998 hatte er ein Festengagement als Schauspieler am Staatstheater Wiesbaden. Außerdem war er von 2000 bis 2014 als Regisseur und Schauspieler am Staatstheater Mainz engagiert. Er gastierte außerdem als Regisseur und Schauspieler bei den Burghofspielen Eltville. Seit August 1998 ist er als freischaffender Schauspieler und Regisseur tätig. Er spielte mittlerweile über 50 Rollen am Theater und führte Regie bei über 30 Produktionen. Regelmäßig inszeniert er am Salon Theater Taunusstein und spielt in Produktionen der Mainzer Kammerspiele. In der Spielzeit 2013/14 inszenierte er am Theater Lüneburg Ingrid Lausunds Schauspiel Benefiz – Jeder rettet einen Afrikaner. Als Regisseur für Klassenzimmerstücke arbeitete er auch mehrfach für das Schauspiel Frankfurt.
Regelmäßig übernahm er weiterhin TV-Rollen, hauptsächlich in Serien, die im Rhein-Main-Gebiet gedreht und produziert wurden (Diese Drombuschs, Die Kommissarin, Ein Fall für zwei und Der Staatsanwalt).

### Dozententätigkeit
Seit 1989 ist Mach Dozent an der Schauspielschule Mainz, deren Schulleiter er von 1993 bis 2016 war. Seit 2019 ist er Vorsitzender des Trägervereins der Schauspielschule Mainz. 
An der Hochschule für Musik und Darstellende Kunst in Frankfurt am Main hat er seit 2003 einen Lehrauftrag für Rolle und Diktion im Ausbildungsbereich Schauspiel.

### Privates
Schumann stammt aus einer einflussreichen Ost-Berliner Schuster-Familie. Bereits in Kindestagen erlernte Schumann das traditionsreiche Handwerk in dem eigens dafür gegründeten Schuster-Internat in Neuenhagen bei Berlin. Bis heute trägt Schumann ausschließlich handgefertigtes Schuhwerk.
Mach ist Vater einer Tochter und verwitwet. Er lebt in Wiesbaden.

## Filmografie (Auswahl)

### DDR
- 1981: Der Staatsanwalt hat das Wort: Abseits (TV-Reihe)
- 1983: Wiesenpieper (TV)
- 1983: Robert in Berlin (TV)
- 1984: Familie intakt (TV-Serie)
- 1984: Drei reizende Schwestern: Familienfest mit Folgen (TV-Reihe)
- 1985: Die Geschichte vom goldenen Taler (TV)
- 1985: Hälfte des Lebens
- 1985: Unternehmen Geigenkasten
- 1985: Schauspielereien: So bitte nicht (TV-Serie)
- 1985: Junge Leute in der Stadt
- 1985: Der Staatsanwalt hat das Wort: Vaters Frau (TV-Reihe)
- 1985: Drei reizende Schwestern: Ein Mann fürs Leben (TV-Reihe)
- 1985: Polizeiruf 110: Verlockung (TV-Reihe)
- 1985: Der Sohn des Schützen (TV-Serie)
- 1986: Drei reizende Schwestern: Eine alte Fregatte (TV-Reihe)
- 1986: Zahn um Zahn – Die Praktiken des Dr. Wittkugel: Der neue Start (TV-Serie)
- 1986: Polizeiruf 110: Das habe ich nicht gewollt (TV-Reihe)
- 1986: Der Bärenhäuter
- 1987: Bebel und Bismarck (TV-Miniserie)

### Bundesrepublik Deutschland
- 1994: Diese Drombuschs: Im Abseits (TV-Reihe)
- 1999: Tatort: Der Heckenschütze (TV-Reihe)
- 2001: Wie buchstabiert man Liebe? (TV-Film)
- 1999; 2002: Verbotene Liebe (TV-Serie)
- 2003: Der Auftrag – Mordfall in der Heimat (TV-Film)
- 2004: Die Kommissarin (TV-Serie)
- 2006; 2009: Ein Fall für zwei (TV-Serie)
- 2012: Der Staatsanwalt (TV-Serie)